# Georgskapelle (Eimen)

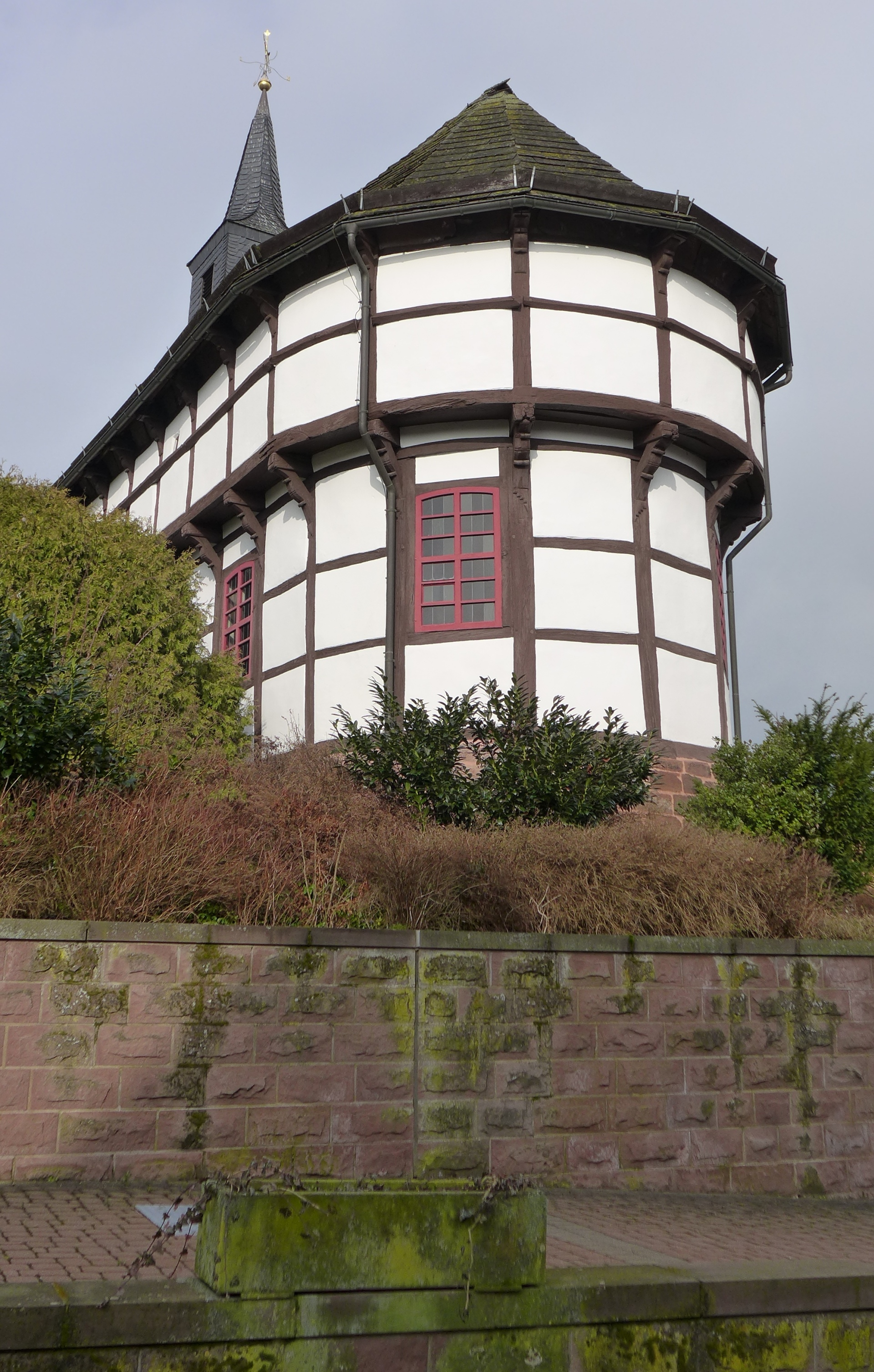
St.-Georgs-Kapelle

Die evangelisch-lutherische, denkmalgeschützte Georgskapelle steht in der Mitte von Eimen, einer Gemeinde im Landkreis Holzminden von Niedersachsen. Die Kirchengemeinde Brunsen-Wenzen-Eimen gehört zum Pfarrverband Am Hils der Propstei Gandersheim-Seesen der Evangelisch-lutherischen Landeskirche in Braunschweig.

## Beschreibung
Die heutige Kapelle, ein Fachwerkgebäude, wurde 1563/64 unter Herzog Heinrich dem Jüngeren, der das Kirchenpatronat innehatte, an Stelle eines baufälligen Vorgängerbaus errichtet. Die zweigeschossige, im Osten abgerundete Saalkirche aus Holzfachwerk steht auf Quadermauerwerk aus Sandsteinen. Über dem Kirchenschiff liegt im Süden, Osten und Norden ein vorkragendes Geschoss mit offenem Dachstuhl, das zur Vorratshaltung dient. Über dem Giebel im Westen wurde um 1955 ein vierseitiger, verschieferter Dachreiter errichtet, in dem eine Kirchenglocke hängt, die 1886 von der Radlerschen Glockengießerei gegossen wurde. Vom früheren Kanzelaltar wurde die Kanzel 1959 entfernt. Es ist aber noch ein Ambo von 1721 vorhanden. Die Orgel mit sechs Registern wurde 2000 von der Orgelbauwerkstatt Christoph Grefe gebaut.